# 779
| 779                |
| ------------------ |
| Dødsfald - Fødsler |
|                    |

| Gregoriansk kalender | 779 DCCLXXIX            |
| Ab urbe condita      | 1532                    |
| Armensk kalender     | 228 ԹՎ ՄԻԸ              |
| Kinesiske kalender   | 3475 – 3476 戊午 – 己未 |
| Etiopisk kalender    | 771 – 772               |
| Jødisk kalender      | 4539 – 4540             |
| Hindukalendere       |                         |
| - Vikram Samvat      | 834 – 835               |
| - Shaka Samvat       | 701 – 702               |
| - Kali Yuga          | 3880 – 3881             |
| Iransk kalender      | 157 – 158               |
| Islamisk kalender    | 162 – 163               |

Se også 779 (tal)